# Chiesa del Sacro Cuore di Gesù (Bologna)
La chiesa del Sacro Cuore di Gesù è una chiesa parrocchiale di Bologna che si trova appena fuori porta Galliera, affacciata sulla via Matteotti, in zona Bolognina, nel quartiere Navile. È una delle parrocchie più popolate della città: la sua copertura demografica (numero di fedeli) supera abbondantemente le diecimila persone.

## Storia
La chiesa fu costruita agli inizi del Novecento su progetto di Edoardo Collamarini (1864-1928), a seguito della prima rilevante espansione fuori dalle mura della città ad opera dei Salesiani di San Giovanni Bosco nel quartiere Bolognina istituito dal Piano Regolatore Generale del 1889. La costruzione del tempio, iniziata nel 1901 con il cardinale Domenico Svampa, si concluse nel 1912 con il suo successore Giacomo della Chiesa, che mantenne il titolo di “Parroco ad honorem del Sacro Cuore” di Bologna anche dopo la sua elezione a Papa Benedetto XV.
Il 21 novembre 1929 la cupola dell'edificio crollò, danneggiando gravemente anche il resto dell'edificio. Nonostante l'iniziale proposta da parte di alcuni "innovatori" di demolire la chiesa e costruirne una nuova in stile moderno, alla fine si optò per una ricostruzione fedele. La chiesa riaprì il 19 maggio 1935, per poi essere nuovamente danneggiata il 25 settembre 1943 dal bombardamento alleato durante la seconda guerra mondiale.
A tutt'oggi i Salesiani hanno in affidamento la parrocchia e gestiscono le retrostanti scuole.

## Descrizione
La chiesa del Sacro Cuore di Gesù è immediatamente visibile dalla stazione centrale delle ferrovie, nonostante le schiere di edifici che le separano: essa, infatti, ha dimensioni enormi, esaltate ancor di più dalla cupola alta 60 metri. La facciata in laterizio a vista reca la scritta DIVINO CORDI IESU REDEMPTORIS e un mosaico in cui è raffigurato Gesù che indica il Suo Sacro Cuore. L'interno è costituito da un'unica grande navata dotata di quattro ampie cappelle votive laterali situate all'ingresso della chiesa. Sulla sinistra, una dedicata alla Sacra Famiglia e una a San Giovanni Bosco, fondatore dell'Ordine Salesiano; sulla destra, una dedicata al Transito di San Giuseppe e una raffigurante la Madonna col Bambino e Santi. 
Tra le decorazioni spuntano un bassorilievo raffigurante una Madonna col Bambino e un Crocifisso (databile tra il XVI ed il XVII secolo), entrambi lignei, rispettivamente sulla parte sinistra e destra del presbiterio.
Sempre nel presbiterio a destra si trova il trittico di Leopoldo Perucchi del 1915, il trittico scultoreo dell'altare maggiore è opera di Arturo Orsoni mentre il grande ciborio è di Edoardo Collamarini.
Gli affreschi dell'abside sono opera di Domenico Ferri figurista e di Antonio Mosca ornatista.
La quasi totalità delle vetrate (134) che adornano il retro dell'altare e le pareti laterali sono opera del professor Antonio Maria Nardi e raffigurano alcuni Santi.
Nella cripta si trova il sepolcro del Cardinale Domenico Svampa realizzato su disegno di Edoardo Collamarini.
Sopra la porta d'ingresso trova spazio il grande organo costruito dai fratelli Ruffatti di Padova. Suddiviso in due corpi laterali con al centro la consolle, consta di 3 tastiere e circa 3.000 canne. Una seconda consolle è posta in chiesa sul lato sinistro e consta di due soli manuali azionanti il G.O. ed il recitativo espressivo.
Pur essendo privo di una formale torre campanaria, il tempio possiede un concerto di 6 campane che sono alloggiate nelle arcate di uno dei contrafforti alla base della grande cupola, dal lato di via Jacopo dell' Quercia. I sei bronzi, opera del fonditore bolognese Cesare Brighenti nell'anno 1938, sono singolarmente accordati sui gradi 1°-2°-3°-5°-6°-7° della scala diatonica (Mib3-Fa3-Sol3-Sib3-Do4-Re4), sono montati fissi (non possono quindi oscillare) e suonano mediante la percussione di appositi elettrobattenti esterni comandati da un sistema automatico, simulando suonate a distesa, a "doppio bolognese", a "tirabasse" oltre che ad "allegrezze" e a varie melodie liturgiche.